# And do, record.
and do, record.（アンド・ドゥー・レコード）は、安藤裕子が2004年1月28日にリリースした2枚目のミニアルバム。

## 解説
- 収録曲の「ドラマチックレコード」が『スペースシャワーTV』のPOWER PUSH(2004年1月)となったことで、彼女の存在を知った人も多い。なお、このPVは本人が監督した。
- 収録曲の「ドラマチックレコード」「忘れものの森」が1stフルアルバム『Middle Tempo Magic』にも収録されたり、前作「サリー」同様にミニアルバムというより、マキシシングル的な位置づけである。

## 収録曲
1. ドラマチックレコード
  - 作詞：安藤裕子、作曲:宮川弾、編曲:山本隆二
2. happy go lucky
  - 作詞：安藤裕子、作曲:安藤裕子・山本隆二、編曲:山本隆二
3. life
  - 作詞・作曲：安藤裕子、編曲:山本隆二
4. 雨月
  - 作詞・作曲：安藤裕子、編曲:山本隆二
5. 忘れものの森
  - 作詞・作曲：安藤裕子、編曲:山本隆二
  - 関西テレビ系アニメーション『Gilgamesh-ギルガメッシュ-』エンディングテーマ